# Сысин, Алексей Николаевич
Алексей Николаевич Сысин (1879—1956) — профессор гигиены, заслуженный деятель науки, участник революционно-демократического движения, один из организаторов санитарно-эпидемиологической службы, академик АМН СССР.

## Биография
Алексей Николаевич родился 17 октября 1879 года в Нижнем Новгороде в семье служащего.
1897 году оканчивает Нижегородскую классическую гимназию. В том же году поступает на медицинский факультет Московского университета. В годы обучения за участие в революционном движении его неоднократно исключали из университета и высылали из Москвы. В 1899 и 1901 годах был арестован и выслан на родину в Нижний Новгород. Работал в Нижегородской организации социал-демократической партии, но снова был арестован и выслан в Сибирь. Оттуда он вернулся только после амнистии вследствие революционных событий 1905 года. В 1906 года Сысин вновь поступил в Московский университет и оканчивает в 1908 году.

## Врачебная деятельность
Сысин начал земским врачом в Саратовской губернии, затем в Екатериновском, Волгоградском, Нижегородском земствах, а с 1913 года — санитарным врачом в Москве. За этот период времени А. Н. Сысиным написано и опубликовано свыше 20 работ по гигиене сельского и городского водоснабжения, гигиене жилищ, санитарному благоустройству населенных мест и пр.
В годы первой мировой войны он был одним из активных участников городского и земского союза по оказанию помощи раненным и беженцам. До 1917 года Сысин руководил эвакуационным и госпитальным делом с эпидемиологическими заболеваниями. В те годы был опубликованы около 30 работ, посвященных актуальным для того времен санитарным вопросам. 
25 июня 1917 года по списку объединённых социал-демократов был избран гласным Московской городской думы.
1918 году был назначен руководителем санитарно-эпидемиологической секции Народного комиссариата здравоохранения. Сысин замещал эту должность до 1932 года, в течение 14 лет.
При непосредственном участии и под руководством Сысина прошли 8 всероссийских съездов, 9,10,11 всесоюзные съезды бактериологов, эпидемиологов, санитарных врачей. За время работы Сысиным опубликовано 148 работ. В этих работах освящены вопросы эпидемиологии и дезинфекции, борьба с профессиональными болезнями, коммунальной гигиены, социальной гигиены.

## Педагогическая деятельность
- В 1913 году преподаватель на первых курсах санитарных врачей при Московском университете.
- С 1914 по 1917 Сысин был сверхштатным ассистентом на кафедре гигиены Московского университета.
- В 1919 он был профессором кафедры гигиены Московского медицинского института, а затем кафедры коммунальной гигиены Центрального института усовершенствования врачей.

## Научно-исследовательская работа
С 1932 года он стал руководителем Института общей и коммунальной гигиены АМН СССР. Он являлся представителем Всесоюзного научного общества гигиенистов, представителем гигиенического комитета Ученого совета Министерства здравоохранения СССР, заместителем редактора журнала «Гигиена и санитария» (1928—1952), одним из организаторов и руководителей всероссийских и всесоюзных съездов и конференций санитарных врачей, эпидемиологов и микробиологов. В 1944—1956 годах — директор Института общей и коммунальной гигиены.

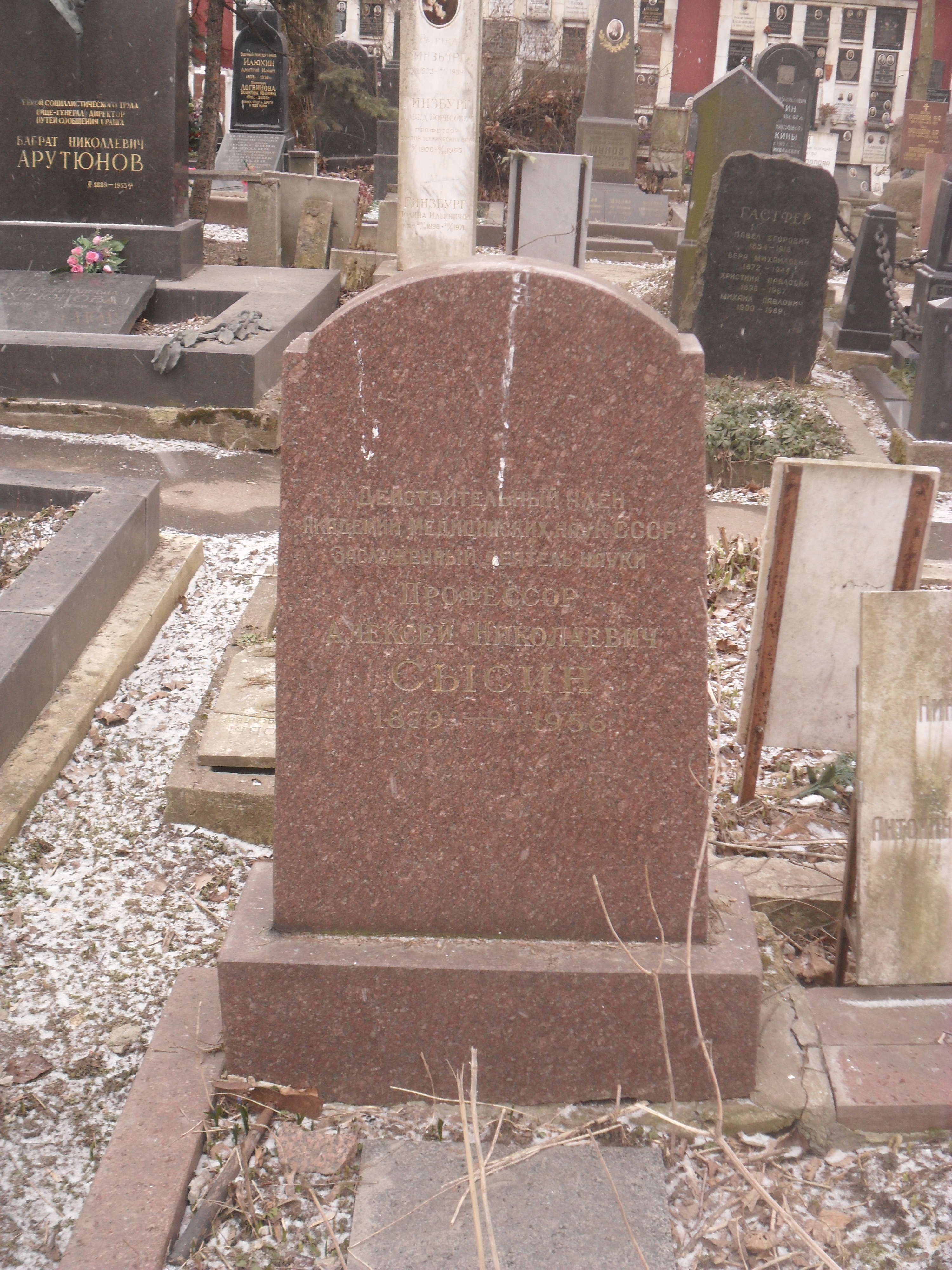
Могила Сысина на Новодевичьем кладбище Москвы.

Сысин Алексей Николаевич умер в 1956 году в Москве и похоронен в Новодевичьем кладбище.

## Память
- НИИ экологии, человека и гигиены, окружающей среды им. А. Н. Сысина

## Награды
- Орден Ленина
- Орден Трудового Красного Знамени
- Медали